# Биркир Бяртнасон
Биркир Бяртнасон (на исландски: Birkir Bjarnason) е исландски професионален футболист, централен полузащитник, който играе за италианския Бреша и националния отбор на Исландия.

## Клубна кариера

### Викинг
Биркир Бярнасон започва да играе футбол в родния си град Акурейри. През лятото на 2005 се присъединява към норвежкия Викинг, където през сезон 2006 се превръща в несменяем титуляр, а през 2007 дори помага на отбора да завърши на трето място.
През сезон 2008 играе под наем в новака в елитната дивизия Будьо/Глимт, където играе голяма роля и помага на отбора да завърши на четвърто място. Добрите му игри привличат вниманието на чуждестранни отбори, но до трансфер не се стига.
За Викинг записва общо 100 мача, в които отбелязва 16 гола.

### Стандарт Лиеж
На 12 януари 2012 е обявено, че Бярнасон е подписал 5-годишен договор с белгийския Стандарт Лиеж, за който обаче изиграва само 16 мача.

### Пескара
През юли 2012 преминава под наем в новака в италианската Серия А Пескара. След края на сезона Пескара изпада, а Бярнасон заявява, че не иска да играе в Серия Б. Впоследствие Пескара купува Бярнасон за постоянно с цел да го продаде за повече пари.

### Сампдория
На 2 септември 2013 е обявено, че Бярнасон ще играе за 1 сезон в Сампдория. През този 1 сезон, Бярнасон изиграва 14 мача в Серия А.

### Пескара
През юни 2014 става ясно, че Бярнасон се завръща в Пескара, като дори е избран за капитан на отбора за сезон 2014-15.
В Серия Б играе в общо 38 мача, като вкарва 12 гола. Побеждавайки Перуджа, отборът се класира на полуфинал, където побеждава Виченца с общ резултат 3-2. На финала съперник е Болоня. И двата мача завършва 1-1, но в крайна сметка и двата отбора се класират за Серия А.
На 27 юни 2015 ръководството на клуба обявява, че е приело оферта от Торино за Бярнасон на стойност €1 милион евро, но трансферът пропада поради несъответствие на личните условия на играча.

### Базел
През юли 2015 става ясно, че швейцарския отбор Базел е закупил Бярнасон. Дебютът му е на 25 юли 2015 в шампионатен мач срещу Грасхопър. Първият си гол за новия си отбор отбелязва в мач от квалификациите за Шампионската лига 2015/16 срещу Лех Познан. През сезон 2015/16 става шампион на Швейцария. Това е седма поредна титла за отбора на Базел.

## Национален отбор
Прави дебюта си за мъжкия национален отбор през 2010, като междувременно играе и в младежките формации.
Първият си гол бележи на 27 май 2012 в приятелски мач срещу Франция, загубен с 3–2. В квалификациите за световното първенство през 2014 отбелязва голове в мачовете срещу Словения и Албания, помагайки на отбора да стигне до бараж, където обаче губи от Хърватия.
На 10 май 2016 излиза официалният списък с играчи на Исландия за Евро 2016, като Бярнасон е част от отбора.